# 宠物猴子
宠物猴子是指被人类当作宠物豢养的猴子。

## 概述
从古埃及时代开始，人类就已经将猴子养作宠物了，甚至有些木乃伊经过X－射线扫描后发现是由猴子完成的。在大航海时代后，许多欧洲探险家从非洲和新大陆带来了猴子，多数猴子都被贵族和资本家高价购入，或是被动物园收藏。许多欧洲国家的王后喜欢养猴子，并给牠们穿上精致的衣服，如凯瑟琳·美第奇和法兰西的亨利埃塔·玛丽亚。
现代的日本有一些餐厅训练猴子作侍应生。

## 种类

### 船猴
船猴（Ship monkey）是流行于大航海时代的宠物猴。许多欧洲人将在非洲海岸探险后捕获的猴子带到船上，供水手取乐。比如十九世纪某位厨子就养了只塞内加尔猴。这些猴子有些会被水手带回本国，卖给动物园或收藏家。许多英国动物园里的猴子族群的先祖便是如此迁来的维多利亚时代船猴的子裔。
在拿破仑战争时期，许多船猴因为本船被击沉而漂流到英国哈特浦（Hartlepool），牠们被当地人绞死。使得哈特浦人在英国有「Monkey hanger」的外号。

## 相关法律

### 美国
大多数美国州没有对饲养猴子的限制，但是在乔治亚、夏威夷、爱荷华、肯塔基、马里兰、麻省、明尼苏达、新墨西哥、纽约、新泽西、新罕布什尔和犹他等十二个州是明文禁止的。在印第安纳州，虽然当局允许饲养黑猩猩，但是禁止了对猴子的饲养。

### 中国大陆
根据中国大陆方面之《中华人民共和国野生动物保护法》规定，并未开放私人对猴子的合法养育。网传的日本猕猴是唯一一种官方认可的宠物猴子系谣言。

### 英国
如果想要在英国饲养猴子需要当事者从环境、食物及郊野事务部（Department of Enviroment, Food and Rural Affairs）申请执照，并且只能饲养少数几种小体型的猴子。